# Parque Cinegético Experimental de El Hosquillo
El Parque Cinegético Experimental de El Hosquillo, creado en 1964 como reserva de caza mayor, se encuentra localizado en la serranía de Cuenca (Provincia de Cuenca) y se acotó sobre tres montes propiedad del Ayuntamiento de la capital, aunque la localidad más cercana por carretera es Las Majadas. Ocupa una superficie de 910 hectáreas situada dentro de una zona de gran belleza paisajística del valle del río Escabas, el cual sigue su curso rodeado de altos riscos y montes tras penetrar en el parque en forma de una espectacular cascada, en los cortados conocidos como el Rincón del Buitre, lugar habitado actualmente por osos pardos.

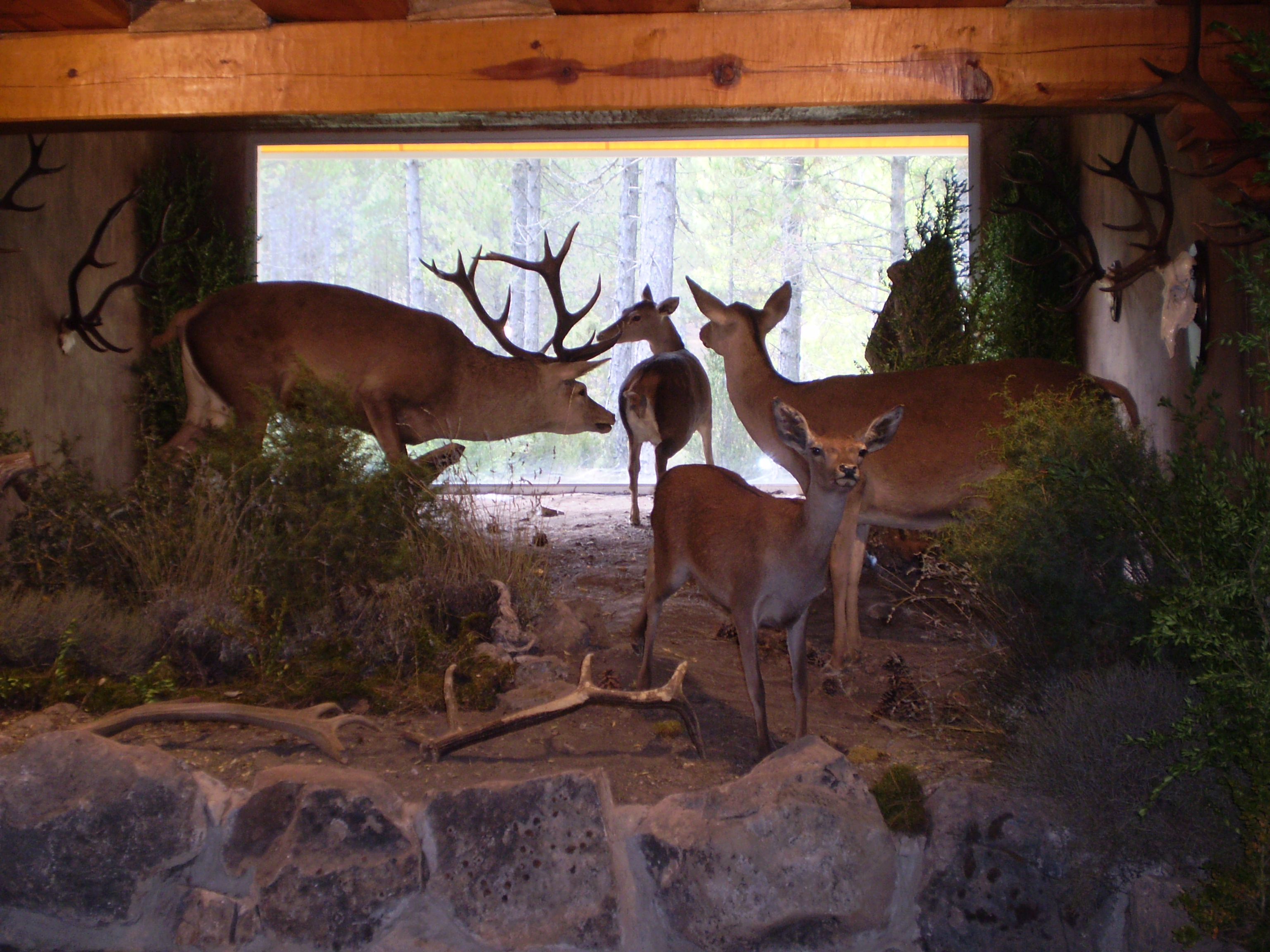
Ciervos en el interior del museo.

Desde 1986, el parque creado originariamente por el ICONA depende de la Junta de Comunidades de Castilla-La Mancha y su gestión y conservación la lleva a cabo la Dirección General del Medio Rural. Aunque en un principio se concibió como centro de cría de especies cinegéticas, que posteriormente se reintroducirían en diversas zonas para su caza, desde ese año no solo se estudian y reproducen especies animales en El Hosquillo, sino que además se realizan actividades de educación medioambiental destinadas a sus visitantes.

## Centros de interpretación
Los edificios principales que se pueden visitar son un museo y un centro de interpretación de la fauna y flora autóctonas. El primero cuenta con numerosos ejemplares de mamíferos disecados y cornamentas de ciervos, gamos, corzos y cabras montesas. El centro de interpretación está dotado de un aula de proyecciones audiovisuales y una zona de exposiciones donde se pueden escuchar sonidos de los animales que pueblan el lugar y admirar multitud de fotografías de fauna y flora autóctonas. Las visitas al Hosquillo son guiadas por personal dependiente de la Dirección General del Medio Rural y se llevan a cabo previa cita.

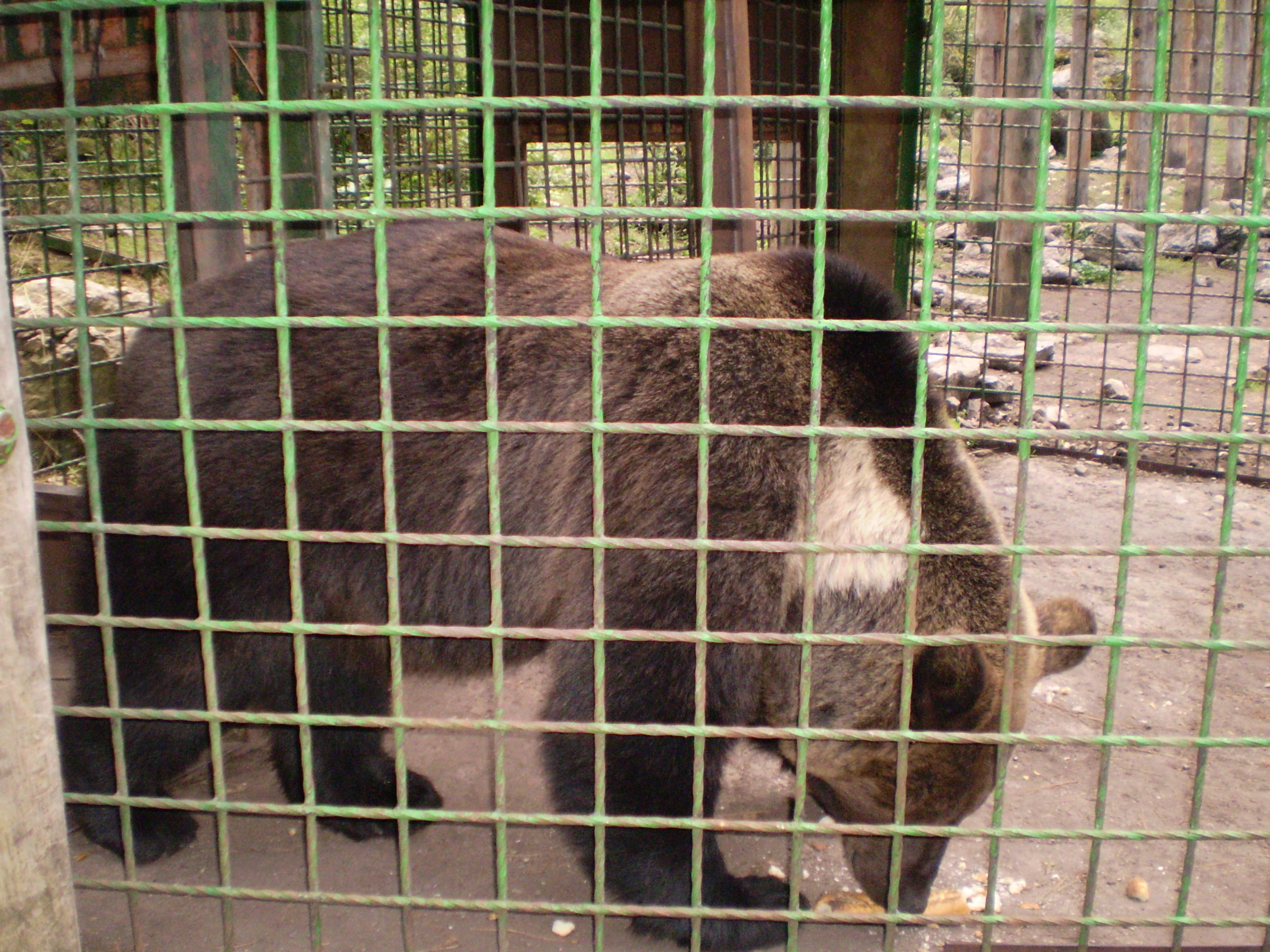
Oso pardo en El Hosquillo.

## Fauna y flora
La fauna presente en el Hosquillo se encuentra dentro de amplios recintos vallados, gozando así de un régimen de semilibertad, y comprende ejemplares de grandes mamíferos tales como osos pardos, lobos, ciervos, gamos, muflones, jabalíes, corzos y cabra montés. Algunas de las especies de rapaces que se pueden encontrar en el Hosquillo son el buitre leonado, varios tipos de halcón incluyendo el peregrino, águilas reales y búhos reales. En el medio acuático encontramos la trucha común y la nutria.

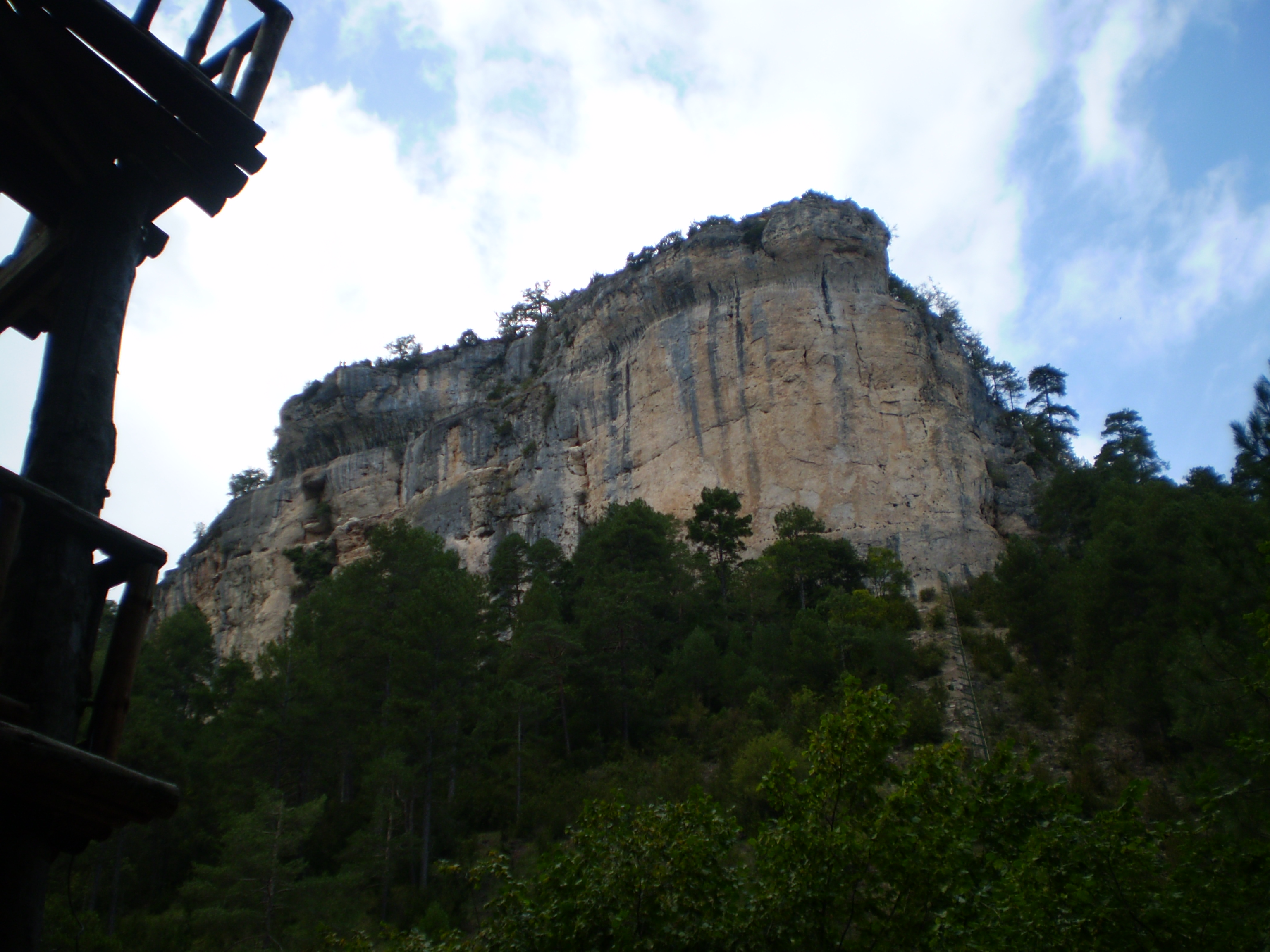
El Rincón del Buitre.

El lugar más popular de este parque es el Rincón del Buitre, al albergar varios ejemplares de osos pardos, tanto adultos como crías, que pueden ser observados a través de la verja de cierre del recinto o desde unas pasarelas colocadas con ese fin y con el de proporcionarles alimento. Los osos que han vivido en el Hosquillo procedían de varios lugares, principalmente del este de Europa y de Asturias, y algunos de ellos habían sido previamente intervenidos por el SEPRONA de la Guardia Civil como consecuencia de su tenencia ilícita por parte de cazadores furtivos.
Con respecto a la flora, es notable la variedad de especies resultante de la coexistencia de un curso fluvial y del bosque típico de la serranía de Cuenca. De ese modo, en el Hosquillo se pueden observar, junto al río Escabas y su afluente el Arroyo de Las Truchas, chopos, álamos temblones, sauces y avellanos; como flora representativa del bosque, existen pinos negrales y albares, aliagas, acebos, tejos, quejigos y boj.
Actualmente, El Hosquillo es parte del parque natural Serranía de Cuenca, creado mediante la Ley de la Comunidad Autónoma de Castilla-La Mancha 5/2007.
Es destacable, como curiosidad, que Félix Rodríguez de la Fuente recorrió El Hosquillo para la grabación de un episodio de su aclamada serie El Hombre y la Tierra.